# Picetyzacja

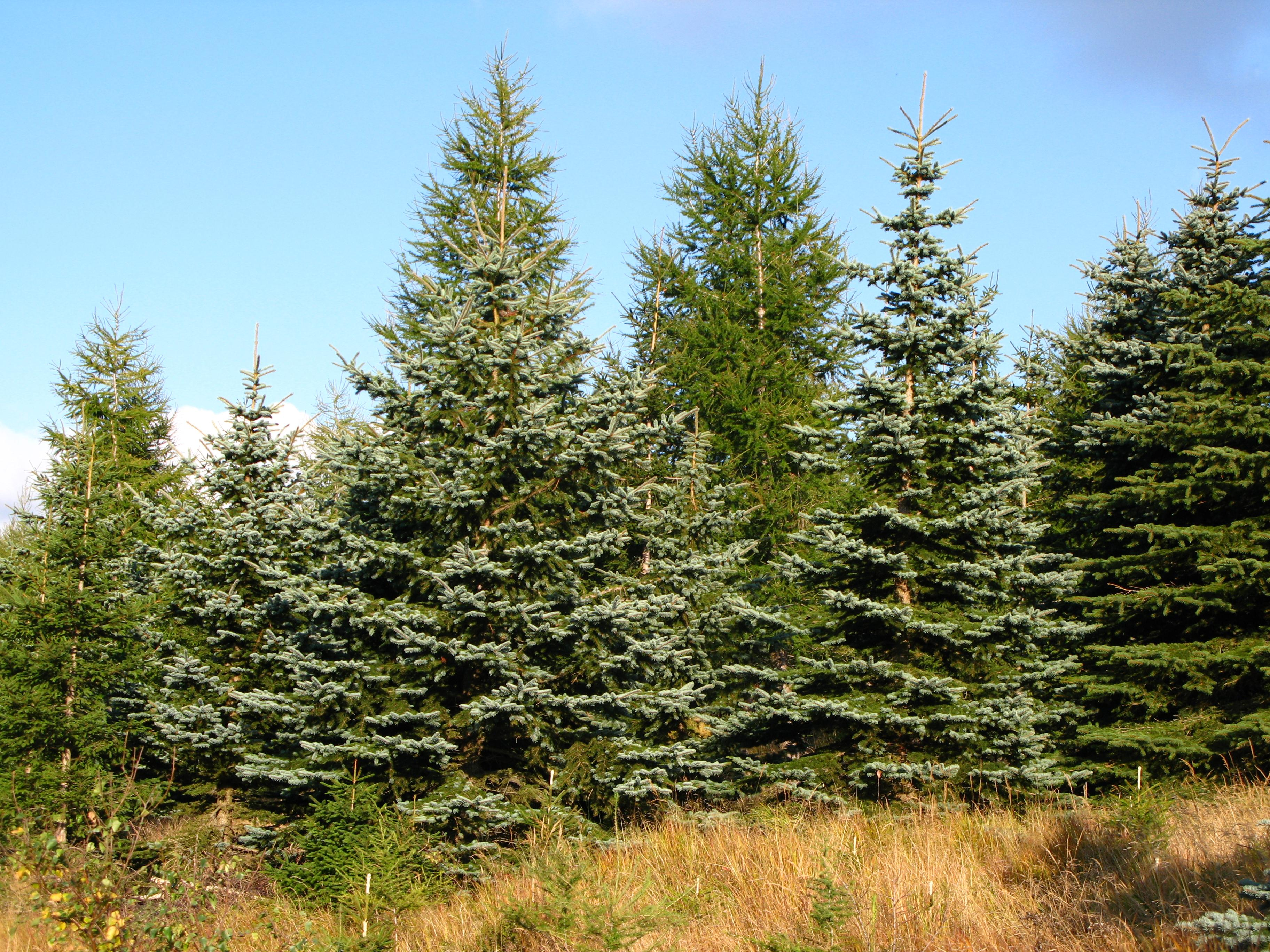
Zwarty drzewostan świerkowy

Picetyzacja – jeden z objawów degeneracji ekosystemów leśnych, spowodowanych niewłaściwą gospodarką człowieka. Jest wynikiem wprowadzania monokultur świerkowych w miejsce wielogatunkowych ekosystemów leśnych i owocuje m.in. zakwaszaniem warstw gleby przez świerki, czy znacznym zubożeniem mszystej i zielnej warstwy krzewów. Zapobieganie polega na pozostawieniu siedlisk do naturalnej regeneracji, a w młodszych i bardziej zwartych drzewostanach można podejmować próby ich przebudowy.